# Đông Xá, Vân Đồn
Đông Xá là một xã thuộc huyện Vân Đồn, tỉnh Quảng Ninh, Việt Nam.
Xã Đông Xá có diện tích 77,14 km², dân số năm 1999 là 8135 người, mật độ dân số đạt 105 người/km².